# Хабазіно
Хаба́зіно (рос. Хабазино) — село у складі Топчихинського району Алтайського краю, Росія. Адміністративний центр Хабазінської сільської ради.

## Географія
З одного боку огинається річкою Алєй. Розташоване за 73 км від обласного центру Барнаул, за 20 км районного центру Топчиха.
Вулиці
- вулиця Гагаріна
- вулиця Леніна
- вулиця Молодіжна
- вулиця Набережна
- вулиця Нова
- вулиця Степова
- вулиця Терешкової

## Історія
В 1774 році тут з'явилися перші будівлі. Свою назву село отримало на прізвище одного з перших переселенців. 1908 року село налічувало 30 дворів. До Жовтневої революції у селі була школа, у трьох класах якої навчалося 30 дітей.

## Населення
Населення — 494 особи (2010; 678 у 2002).
Національний склад (станом на 2002 рік):
- росіяни — 87 %